# Haye Mensonides
Haye/Hayo Mensonides (Molkwerum, 2 april 1814 – Alkmaar, 4 juni 1881) was een Nederlandse politicus van liberale signatuur.
De Nederlands-hervormde Mensonides kwam uit een predikantengezin (zowel zijn vader als grootvader - laatste was ook hoogleraar - waren dominee). Uit de erfenis van zijn vader verwierf hij de heerlijkheid Hensbroek en vervulde in deze plaats tientallen jaren de ambten van assessor (wethouder), burgemeester en gemeentesecretaris. Ongeveer gelijktijdig was hij ook burgemeester van buurgemeente Obdam. Voorts was hij secretaris-penningmeester van de banne Hensbroek.
Na voor het kiesdistrict Enkhuizen vier jaar lid te zijn geweest van de Provinciale Staten van Noord-Holland, werd Mensonides voor het kiesdistrict Hoorn een aantal malen in de Tweede Kamer verkozen. Van 10 juli 1860 tot 3 januari 1868 had hij hierin bijna onafgebroken zitting (van 1 oktober tot 19 november 1866 moest hij verstek laten gaan).
In de Kamer hield Mensonides zich bezig met onderwerpen als het gevangeniswezen, de spoorwegen en binnenlandse aangelegenheden. Een van zijn wapenfeiten was een door zijn toedoen in 1862 met een overweldigend aantal voorstanders gehouden stemming over een wetsartikel over de aanleg van het Noordzeekanaal en de verbetering van de Nieuwe Waterweg.
In 1866 behoorde hij tot de parlementariërs die zich voor de motie-Keuchenius uitspraken (de kwestie Mijer) en tot de acht liberalen die met de conservatieven voor het amendement-Poortman op de in aanmaak zijnde Cultuurwet stemden. Door dit aangenomen amendement kwam het kabinet-Fransen van de Putte ten val. In 1867 werd mede door zijn stem de begroting van het ministerie van Buitenlandse Zaken verworpen (de Luxemburgse kwestie).
In het waterschapswezen liet hij zich ook niet onbetuigd. Zo was hij penningmeester en dijkgraaf van het waterschap Geestmerambacht, Schager en Niedorper Koggen en was hij uit hoofde van zijn heerlijkheid Hensbroek hoofdingeland van het Hoogheemraadschap van de Uitwaterende Sluizen in Kennemerland en West-Friesland.
In 1879 nam hij ontslag als burgemeester van beide gemeenten en kwam er ook een eind aan zijn gemeentesecretariaatschap. Hetzelfde jaar deed hij de heerlijkheid Hensbroek aan de polder Hensbroek van de hand en ging wonen in Alkmaar. Twee jaar later overleed hij in de voorzomer op 67-jarige leeftijd.
De in de gemeenteadministratie opgeleide Haye Mensonides was getrouwd en had twee kinderen.
- Biografisch Portaal: 12026028
- Digitale Bibliotheek voor de Nederlandse Letteren: mens017
- Parlement.com: vg09ll3az0yy